# 国际太阳能学会
国际太阳能学会（英語：International Solar Energy Society）是一个促进可再生能源开发和利用的全球组织。也是联合国认可的非政府组织。

## 历史
1954年成立于德国弗赖堡。目前在全球110多个国家开展业务，会员包括来自各个行业的科学家、研究员和个人、太阳能协会以及其他公共和私人组织。